# Harvard Medical School
La Harvard Medical School è una delle graduate school presenti nell'Università di Harvard.

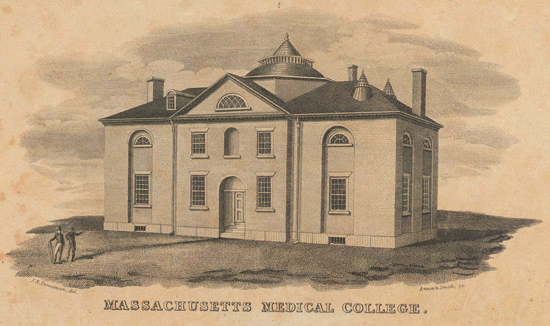
Massachusetts Medical College, Mason St., Boston, 1824 circa

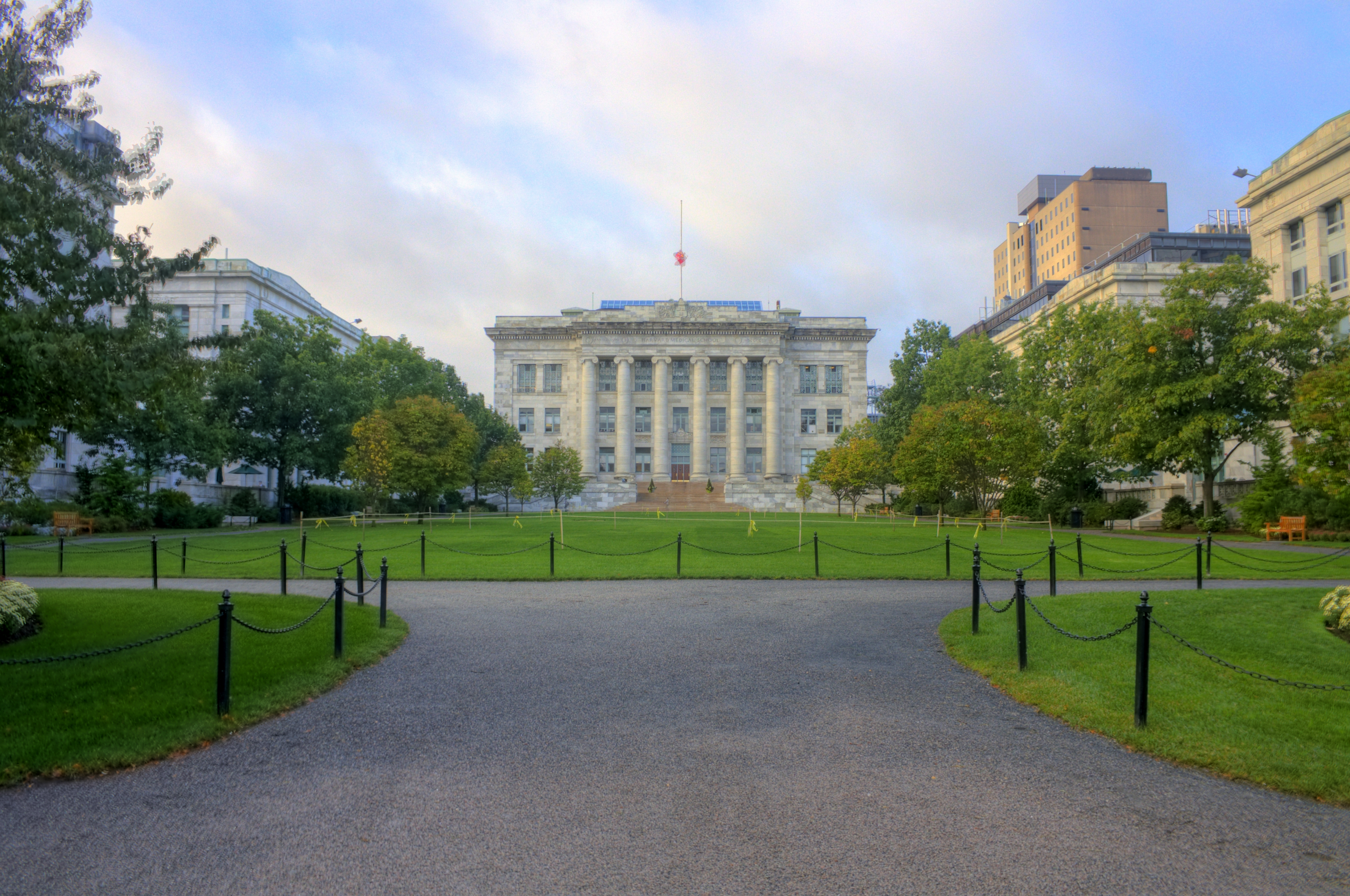
Harvard Medical School

## Origini
L'istituto fu fondato il 19 settembre 1782 dal celebre chirurgo John Warren, in collaborazione con Benjamin Waterhouse ed Aaron Dexter, che ne fa il terzo, in ordine cronologico, tra gli istituti di ricerca medica degli Stati Uniti d'America. Le prime lezioni furono tenute prima nelle sale interrate della Harvard Hall e in seguito nella Holden Chapel, una piccola cappella all'interno del complesso universitario. I primi studenti furono solo due e si laurearono nel 1788.

## Situazione attuale
Situata nella Longwood Medical and Academic Area, nei pressi della Mission Hill di Boston, possiede vari distaccamenti in diverse istituzioni sanitarie ed ospedali di Boston, con circa 2.900 tra impiegati tecnici ed amministrativi part-time e full-time.
Gli studenti possono seguire due percorsi formativi distinti: il New Pathway, il più completo dei due, pone l'enfasi sul metodo di apprendimento Problem-based learning, mentre il secondo, applicato solo  dalla Harvard–MIT Division of Health Sciences and Technology, è incentrato soprattutto sulla ricerca medica. Il decano dell'istituto è l'endocrinologo Jeffrey S. Flier, già responsabile del centro Beth Israel Deaconess Medical Center e succeduto al dottor Joseph B. Martin, neurologo, dal 2008.